# Rosario (Batangas)
Pour les articles homonymes, voir Rosario (homonymie).
Rosario (en tagalog : Bayan ng Rosario) est une municipalité de première classe de la province de Batangas aux Philippines, située dans la région de Calabarzon. Elle compte 128 352 habitants lors du recensement de 2020.

## Géographie
Rosario est située au sud de l'île de Luçon, la plus grande île de l'archipel des Philippines. 
D'une superficie totale de 226,88 kilomètres carrés, elle est divisée administrativement en 48 barangays : 
- Alupay
- Antipolo
- Bagong Pook
- Balibago
- Bayawang
- Baybayin
- Bulihan
- Cahigam
- Calantas
- Colongan
- Itlugan
- Lumbangan
- Maalas-As
- Mabato
- Mabunga
- Macalamcam A
- Macalamcam B
- Malaya
- Maligaya
- Marilag
- Masaya
- Matamis (Malinao)
- Mavalor
- Mayuro
- Namuco
- Namunga
- Natu
- Nasi
- Palakpak
- Pinagsibaan
- Barangay A (Poblacion)
- Barangay B (Poblacion)
- Barangay C (Poblacion)
- Barangay D (Poblacion)
- Barangay E (Poblacion)
- Putingkahoy
- Quilib
- Salao
- San Carlos
- San Ignacio
- San Isidro
- San Jose
- San Roque
- Santa Cruz
- Timbugan
- Tiquiwan
- Leviste (Tubahan)
- Tulos

|       | Padre Garcia |          |
| Ibaan | Rosario      | San Juan |
|       | Lobo, Taysan |          |

## Histoire
La municipalité au milieu du XIXe siècle comptait 12 543 habitants, répartis dans 2 090 maisons.
| 1903 | 1918  | 1939  | 1948  | 1960  | 1970  | 1975  | 1980  | 1990  | 1995  | 2000  | 2007  | 2010   | 2015   | 2020   |
| ---- | ----- | ----- | ----- | ----- | ----- | ----- | ----- | ----- | ----- | ----- | ----- | ------ | ------ | ------ |
| 8326 | 22174 | 34130 | 36020 | 32862 | 42704 | 47298 | 54252 | 66923 | 74976 | 86110 | 95795 | 105561 | 116704 | 128352 |

## Sites et bâtiments

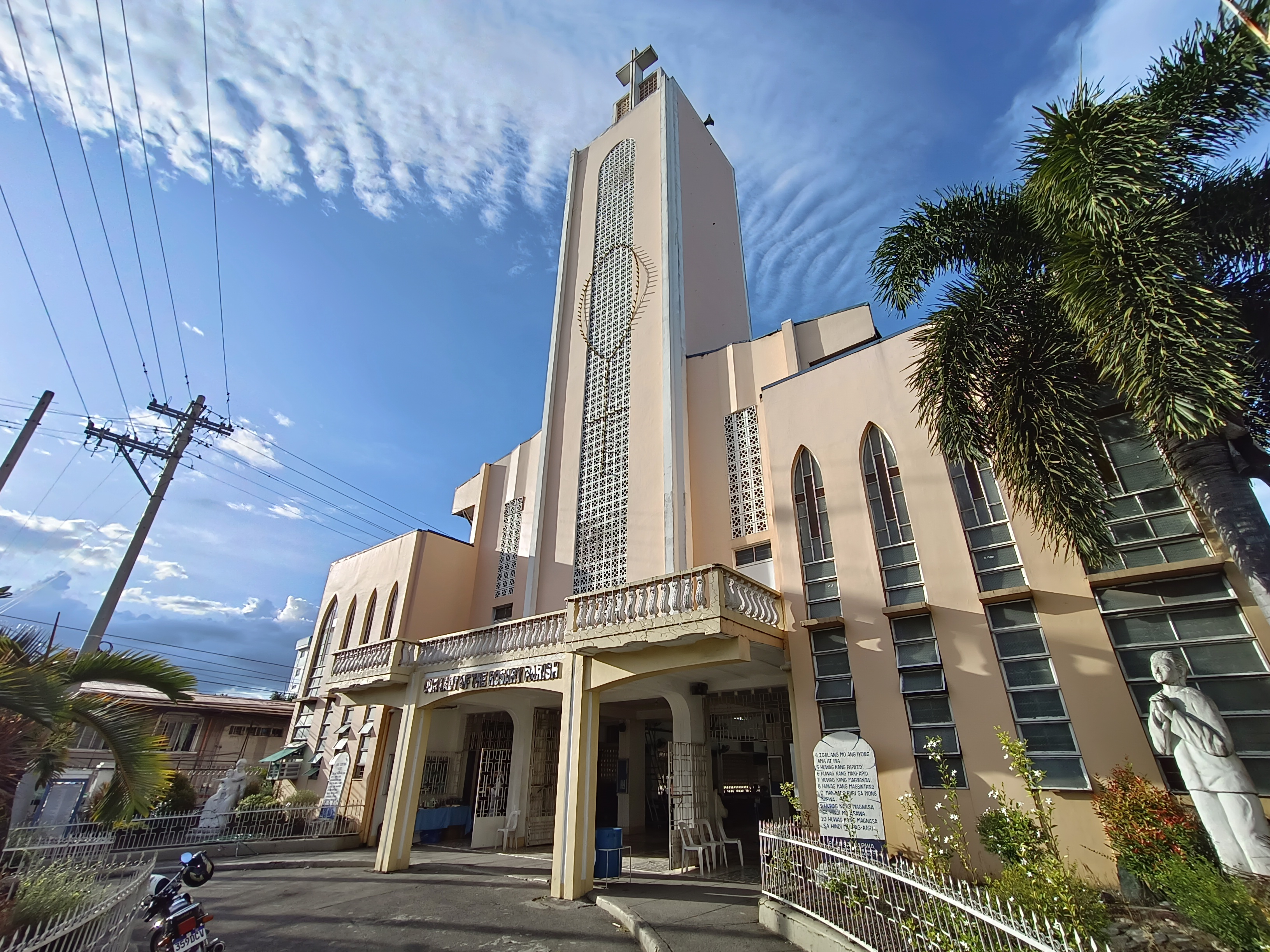
Église Notre-Dame du Rosaire.

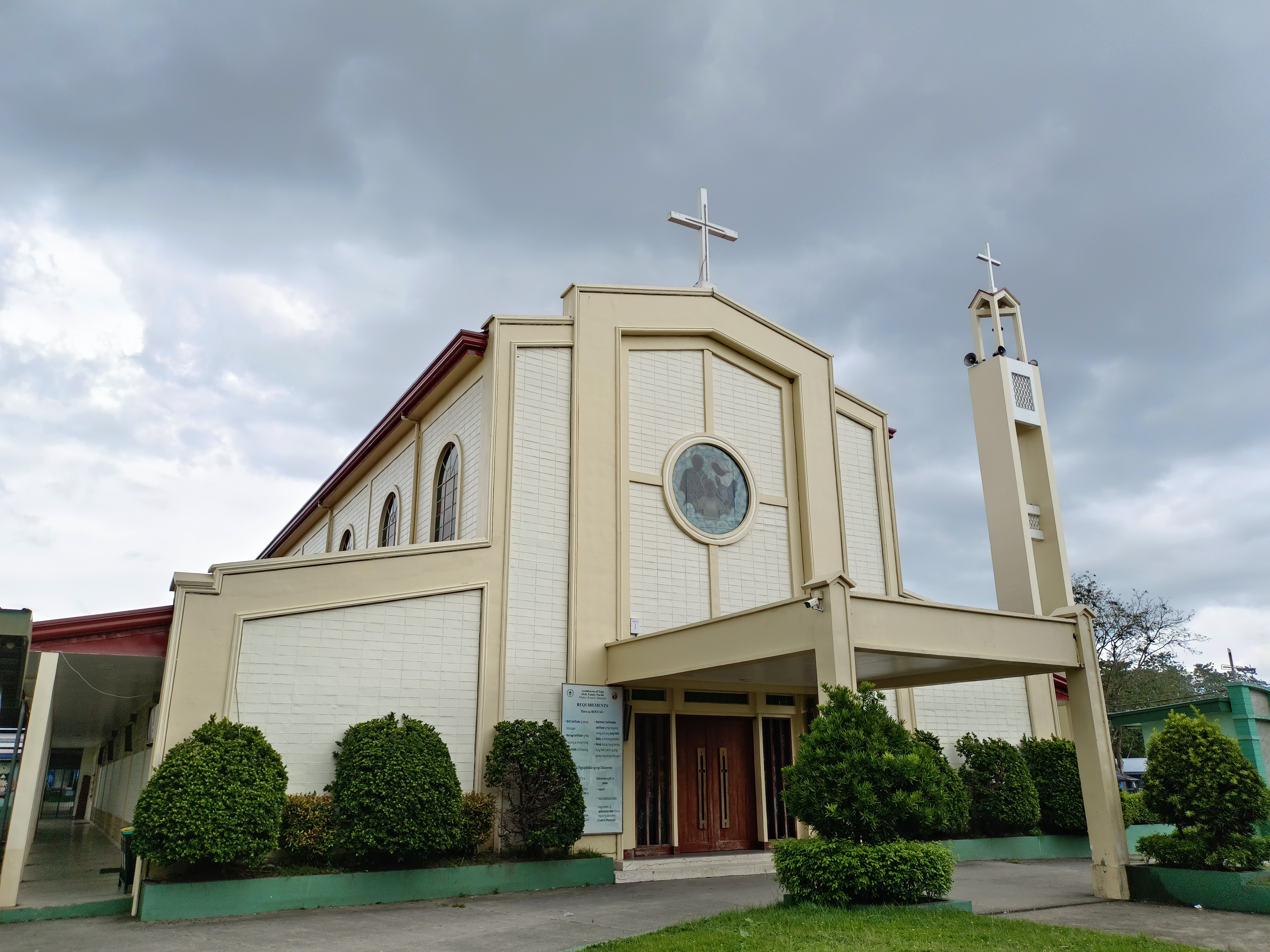
Église de la Sainte-Famille dens le barangay d'Alupay.

Rosario est composée de deux paroisses catholiques, la paroisse de Notre-Dame du Rosaire et la paroisse de la Sainte-Famille.